# 고가 가즈나리
고가 가즈나리(일본어: 古賀 一成, 1972년 4월 17일 ~ )는 일본의 전 축구 선수이다.

## 구단 경력
1995년 J1리그의 세레소 오사카에 입단했다. 1999년까지 41경기에 출전하여, 1득점을 넣었다. 1999년후 현역 은퇴.